# Coleophora ornatipennella
Coleophora ornatipennella é uma espécie de mariposa do gênero Coleophora pertencente à família Coleophoridae.